# Zavadiv, Mostîska
Zavadiv (în ucraineană Завадів) este un sat în comuna Tvirja din raionul Mostîska, regiunea Liov, Ucraina.

## Demografie
Componența lingvistică a localității Zavadiv
     Ucraineană (97,56%)
Conform recensământului din 2001, majoritatea populației localității Zavadiv era vorbitoare de ucraineană (97,56%), existând în minoritate și vorbitori de polonă (2,44%).